# Cawston Bay
Cawston Bay ist eine Bucht im Pentecost River im Scambridge Gulf im australischen Bundesstaat Western Australia. Sie liegt auf der Insel Adolphus Island.
Cawston Bay ist 2,5 Kilometer breit und 380 Meter tief. Die Küstenlänge beträgt 2,7 Kilometer.